# Cruz Verde, Tonayán
Cruz Verde är en ort i Mexiko.   Den ligger i kommunen Tonayán och delstaten Veracruz, i den sydöstra delen av landet, 230 km öster om huvudstaden Mexico City. Cruz Verde ligger 1 835 meter över havet och antalet invånare är 156.
Terrängen runt Cruz Verde är kuperad åt sydväst, men åt nordost är den bergig. Runt Cruz Verde är det tätbefolkat, med 511 invånare per kvadratkilometer. Närmaste större samhälle är Xalapa, 17,9 km söder om Cruz Verde. Omgivningarna runt Cruz Verde är en mosaik av jordbruksmark och naturlig växtlighet.